# マーク・グラノヴェッター
マーク・グラノヴェッター (Mark Granovetter、1943年10月20日 - ) は、アメリカ合衆国の社会学者。スタンフォード大学社会学部教授で、現代の社会学に大きな影響を与えた。彼の唱えた中で、最も洞察力を見せた説は「弱い紐帯の強み」（1973年）として知られる、共同体の中での情報の伝播に関するものである。

## 社会学での洞察

### 弱い紐帯の強み
社会学における「弱い紐帯の強み」"The strength of weak ties" 説はグラノヴェッターの名を高からしめた。この説は、緊密な社会的繋がり、例えば親友や核家族は力を行使するには適当だが、密なネットワークは高度に冗長な情報を持つため、探索にはほとんど無用であるとするものである。一方、弱いつながり、即ち単なる知り合い関係では情報の冗長性がはるかに低いため、探索には極めて有効である。しばしば情報は力よりも重要であるから、個人が発展していく（求職等）には弱い繋がりの方が家族や友人関係よりはるかに重要となる。
この説は1970年、ハーバード大学の博士課程在籍中に行われた調査に基づく。282人のホワイトカラー労働者を無作為に抽出し、現在の職を得た方法を調べたところ、よく知っている人より、どちらかといえば繋がりの薄い人から聞いた情報を元にしていたことが判ったのである。これは「よく知っている」人同志は同一の情報を共有することが多く、そこから新しい情報が得られる可能性は少ないが、「あまり知らない」人は自分の知らない新情報をもたらしてくれる可能性が高いからだと考えられた。このような「あまり知らない」間柄を「弱い紐帯」と呼び、その重要性を明らかにしたのがグラノヴェッターの功績である。

### 社会経済学における埋め込み
彼はまた、「埋め込み」という概念でも知られている。これは個人間ないしは企業間の経済的な関係が現実の社会的ネットワークの中に埋め込まれており、抽象的で理想的な市場としては存在しないという考えをいう。

### 閾値モデル
英: en:Threshold model

彼はとりわけ、一時的な熱狂状態が形成されるモデルについて熟考した。仮想的な暴徒を考えよう。その中のひとりひとりについて、騒乱に加わるか加わらないかは、他の皆がしていることに依存するとする。扇動者は他の誰も騒いでいなくても騒動を引き起こすだろう。一方、他の人々は騒ぎを起こしている者たちの人数があるクリティカルな数をこえて初めて騒ぎを起こす。その閾値(あるいは臨界値)は確率的に分布するとする。ここで魅惑的なことが起る。閾値の分布に関する初期条件が僅かに異なるだけで、結果が大きく異なるのである。社会的振舞に関するこの閾値モデルは Malcolm Gladwell(英) の書物 The Tipping Point （翻訳書「ティッピング・ポイント」飛鳥新社、意味としては大衆行動が大きく変わったり流行がはじまる転換点）で広く知られるようになった。

## 関連研究
グラノベッターのモデルを用いると Capability-based security （オブジェクトの操作に capability （「受容度」、「操作可能性」）を要求し、オブジェクト間でできるだけ少ない capability を分け合う方法でオブジェクトを保護する方法） のコンセプトがうまくモデル化される。Capability Myths Demolished 及び erights をみると判る通り、Lampson's access matrix （Protection）や「複製可能で偽造不可能な鍵」を用いた別のモデルよりも高い表現力がある。

## 主な業績
- Granovetter, Mark;(1973)"The Strength of Weak Ties"; American Journal of Sociology, Vol. 78, No. 6., May 1973, pp 1360-1380. ［マーク・グラノヴェター（大岡栄美訳）「弱い紐帯の強さ」野沢慎司（編・監訳）『リーディングス　ネットワーク論－家族・コミュニティ・社会関係資本』勁草書房,2006年］
- Granovetter, Mark;(1995 [1974]), Getting A Job: A Study of Contacts and Careers, 2nd edition, University of Chicago Press. ［マーク・グラノヴェター（渡辺深訳）『転職―ネットワークとキャリアの研究』ミネルヴァ書房, 1998年］
- Granovetter, Mark;(1978)"Threshold Models of Collective Behavior"; American Journal of Sociology, Vol. 83, No. 6, November 1978, pp 1420-1443.
- Granovetter, Mark;(1985)"Economic Action and Social Structure: The Problem of Embeddedness"; American Journal of Sociology, Vol. 91, No. 3., November 1985, pp 481-510. ［上記、渡辺深訳『転職』に日本語訳所収］
- Granovetter, Mark;（2017）Society and Economy:Framework and Principles,Belknap press of Harvard University Press.［マーク・グラノヴェター（渡辺深訳）『社会と経済　枠組みと原則』ミネルヴァ書房, 2019年］

## 受賞歴
- 2014年 トムソン・ロイター引用栄誉賞